# Shenandoah University
Shenandoah University är ett privat universitet närstående till Förenade Metodistkyrkan i Winchester  i den amerikanska delstaten Virginia. Abraham Paul Funkhouser och Jay Newton Fries grundade Shenandoah år 1875 som Shenandoah Seminary i Dayton i Virginia. Namnet ändrades år 1925 till Shenandoah College och campusområdet flyttades år 1960 från Dayton till Winchester. Ytterligare ett namnbyte till det nuvarande namnet Shenandoah University skedde år 1991.